# Tournoi de tennis de Bali
Les Internationaux de Bali (Indonésie) sont un tournoi de tennis féminin du circuit professionnel WTA.
De 1994 à 1997, les quatre premières éditions du tournoi, classées Tier IV à l'époque, furent organisées à Surabaya en Indonésie. 
En 1998, le tournoi n'a pas été organisé. En 1999 et 2000, il a déménagé à Kuala Lumpur (Malaisie) où il a obtenu la catégorie Tier III. 
De 2001 à 2008, il s'est enfin disputé à Bali, avant de disparaître du calendrier l'année suivante. De 2009 à 2011, il est remplacé par le tournoi international des championnes qui se dispute également à Bali.
Avec trois succès, Svetlana Kuznetsova détient le record de victoires en simple. 

## Palmarès

### Simple
| No | Date       | Nom et lieu du tournoi               | Catégorie      | Dotation       | Surface        | Vainqueure          | Finaliste           | Score          |                |
| -- | ---------- | ------------------------------------ | -------------- | -------------- | -------------- | ------------------- | ------------------- | -------------- | -------------- |
| 1  | 07-11-1994 | Wismilak Open, Surabaya              | Tier IV        | 100 000 $      | Dur (ext.)     | Elena Wagner        | Ai Sugiyama         | 2-6, 6-0, ab.  | Tableau        |
| 2  | 02-10-1995 | Wismilak Open, Surabaya              | Tier IV        | 107 500 $      | Dur (ext.)     | Wang Shi-Ting       | Yi Jingqian         | 6-1, 6-1       | Tableau        |
| 3  | 07-10-1996 | Wismilak Open, Surabaya              | Tier IV        | 107 500 $      | Dur (ext.)     | Wang Shi-Ting       | Nana Miyagi         | 6-4, 6-0       | Tableau        |
| 4  | 22-09-1997 | Wismilak International, Surabaya     | Tier IV        | 155 340 $      | Dur (ext.)     | Dominique Van Roost | Lenka Němečková     | 6-1, 6-3       | Tableau        |
|    | 1998       | Pas de tournoi                       | Pas de tournoi | Pas de tournoi | Pas de tournoi | Pas de tournoi      | Pas de tournoi      | Pas de tournoi | Pas de tournoi |
| 5  | 08-11-1999 | Wismilak International, Kuala Lumpur | Tier III       | 180 000 $      | Dur (ext.)     | Åsa Svensson        | Erika de Lone       | 6-2, 6-4       | Tableau        |
| 6  | 06-11-2000 | Wismilak International, Kuala Lumpur | Tier III       | 170 000 $      | Dur (ext.)     | Henrieta Nagyová    | Iva Majoli          | 6-4, 6-2       | Tableau        |
| 7  | 24-09-2001 | Wismilak International, Bali         | Tier III       | 170 000 $      | Dur (ext.)     | Angelique Widjaja   | Joannette Kruger    | 7-62, 7-64     | Tableau        |
| 8  | 23-09-2002 | Wismilak International, Bali         | Tier III       | 225 000 $      | Dur (ext.)     | Svetlana Kuznetsova | Conchita Martínez   | 3-6, 7-64, 7-5 | Tableau        |
| 9  | 08-09-2003 | Wismilak International, Bali         | Tier III       | 225 000 $      | Dur (ext.)     | Elena Dementieva    | Chanda Rubin        | 6-2, 6-1       | Tableau        |
| 10 | 13-09-2004 | Wismilak International, Bali         | Tier III       | 225 000 $      | Dur (ext.)     | Svetlana Kuznetsova | Marlene Weingärtner | 6-1, 6-4       | Tableau        |
| 11 | 12-09-2005 | Wismilak International, Bali         | Tier III       | 225 000 $      | Dur (ext.)     | Lindsay Davenport   | Francesca Schiavone | 6-2, 6-4       | Tableau        |
| 12 | 11-09-2006 | Wismilak International, Bali         | Tier III       | 225 000 $      | Dur (ext.)     | Svetlana Kuznetsova | Marion Bartoli      | 7-5, 6-2       | Tableau        |
| 13 | 10-09-2007 | C. Bank Tennis Classic, Bali         | Tier III       | 225 000 $      | Dur (ext.)     | Lindsay Davenport   | Daniela Hantuchová  | 6-4, 3-6, 6-2  | Tableau        |
| 14 | 08-09-2008 | C. Bank Tennis Classic, Bali         | Tier III       | 225 000 $      | Dur (ext.)     | Patty Schnyder      | Tamira Paszek       | 6-3, 6-0       | Tableau        |

### Double
| No | Date       | Nom et lieu du tournoi              | Catégorie      | Dotation       | Surface        | Vainqueures                             | Finalistes                          | Score              |                |
| -- | ---------- | ----------------------------------- | -------------- | -------------- | -------------- | --------------------------------------- | ----------------------------------- | ------------------ | -------------- |
| 1  | 07-11-1994 | Wismilak Open Surabaya              | Tier IV        | 100 000 $      | Dur (ext.)     | Yayuk Basuki Romana Tedjakusuma         | Kyoko Nagatsuka Ai Sugiyama         | Forfait            | Tableau        |
| 2  | 02-10-1995 | Wismilak Open Surabaya              | Tier IV        | 107 500 $      | Dur (ext.)     | Petra Kamstra Tina Križan               | Nana Miyagi Stephanie Reece         | 2-6, 6-4, 6-1      | Tableau        |
| 3  | 07-10-1996 | Wismilak Open Surabaya              | Tier IV        | 107 500 $      | Dur (ext.)     | Alexandra Fusai Kerry-Anne Guse         | Tina Križan Noëlle van Lottum       | 6-4, 6-4           | Tableau        |
| 4  | 22-09-1997 | Wismilak International Surabaya     | Tier IV        | 155 340 $      | Dur (ext.)     | Kerry-Anne Guse Rika Hiraki             | Maureen Drake Renata Kolbovic       | 6-1, 7-6           | Tableau        |
|    | 1998       | Pas de tournoi                      | Pas de tournoi | Pas de tournoi | Pas de tournoi | Pas de tournoi                          | Pas de tournoi                      | Pas de tournoi     | Pas de tournoi |
| 5  | 08-11-1999 | Wismilak International Kuala Lumpur | Tier III       | 180 000 $      | Dur (ext.)     | Jelena Kostanić Tina Pisnik             | Rika Hiraki Yuka Yoshida            | 3-6, 6-2, 6-4      | Tableau        |
| 6  | 06-11-2000 | Wismilak International Kuala Lumpur | Tier III       | 170 000 $      | Dur (ext.)     | Henrieta Nagyová Sylvia Plischke        | Liezel Huber Vanessa Webb           | 6-4, 7-64          | Tableau        |
| 7  | 24-09-2001 | Wismilak International Bali         | Tier III       | 170 000 $      | Dur (ext.)     | Evie Dominikovic Tamarine Tanasugarn    | Janet Lee Wynne Prakusya            | 6-74, 6-2, 6-3     | Tableau        |
| 8  | 23-09-2002 | Wismilak International Bali         | Tier III       | 225 000 $      | Dur (ext.)     | Cara Black Virginia Ruano Pascual       | Svetlana Kuznetsova Arantxa Sánchez | 6-2, 6-3           | Tableau        |
| 9  | 08-09-2003 | Wismilak International Bali         | Tier III       | 225 000 $      | Dur (ext.)     | María Vento-Kabchi Angelique Widjaja    | Émilie Loit Nicole Pratt            | 7-5, 6-2           | Tableau        |
| 10 | 13-09-2004 | Wismilak International Bali         | Tier III       | 225 000 $      | Dur (ext.)     | Anastasia Myskina Ai Sugiyama           | Svetlana Kuznetsova Arantxa Sánchez | 6-3, 7-5           | Tableau        |
| 11 | 12-09-2005 | Wismilak International Bali         | Tier III       | 225 000 $      | Dur (ext.)     | Anna-Lena Grönefeld Meghann Shaughnessy | Yan Zi Zheng Jie                    | 6-3, 6-3           | Tableau        |
| 12 | 11-09-2006 | Wismilak International Bali         | Tier III       | 225 000 $      | Dur (ext.)     | Lindsay Davenport Corina Morariu        | Natalie Grandin Trudi Musgrave      | 6-3, 6-4           | Tableau        |
| 13 | 10-09-2007 | C. Bank Tennis Classic Bali         | Tier III       | 225 000 $      | Dur (ext.)     | Ji Chunmei Sun Shengnan                 | Jill Craybas Natalie Grandin        | 6-3, 6-2           | Tableau        |
| 14 | 08-09-2008 | C. Bank Tennis Classic Bali         | Tier III       | 225 000 $      | Dur (ext.)     | Hsieh Su-Wei Peng Shuai                 | Marta Domachowska Nadia Petrova     | 6-74, 7-63, [10-7] | Tableau        |